# Elisabeth Koning

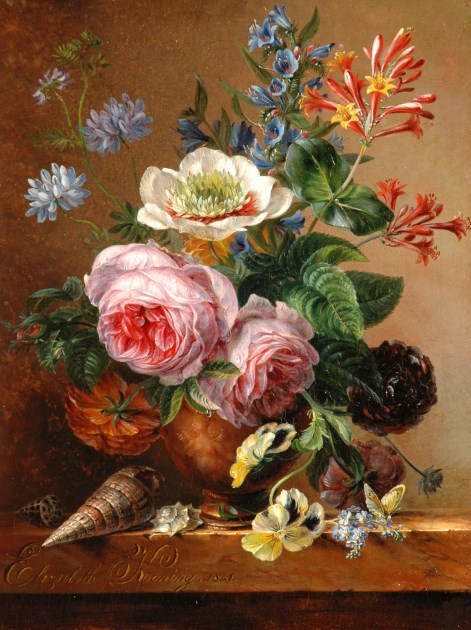
Pronkstilleven op marmeren plint - 1841

Elisabeth (Betsie) Johanna Koning (Haarlem, 1 maart 1816 - Rotterdam, 25 juni 1887) was een Nederlandse schilder van stillevens. Elisabeth was een dochter van kostschoolhouder Leendert Koning (1789-1863) en Elisabeth Johanna Deijssenroth (1788-1871). Zij werd geboren in Haarlem en huwde op 1 april 1859 in Haarlem met koopvaardijkapitein Sijbrand Stapert (1819-1888). Zij kregen in 1860 een dochter Cornelia.
Betsie had bij haar geboorte reeds een rechterarm die slechts tot een eindje onder haar elleboog was ontwikkeld. Hierdoor werkte ze met haar linkerhand. Tekenlessen kreeg zij van haar vader, van de stillevenschilders Maria Geertruida Barbiers, Henriëtte Geertruida Knip en van  Albert Steenbergen. In 1825, toen zij negen jaar oud was, waren dierentekeningen te zien op de Tentoonstelling Nationale Nijverheid in Haarlem. In haar jeugd schilderde ze zeldzame kasbloemen voor de Haarlemse bloemist Van Eeden en voor de Amsterdamse bankier en kunstverzamelaar Adriaan van der Hoop. In 1844 werd ze erelid van "Kunst zij ons Doel" en een jaar later werd ze uitgeroepen tot lid van de Koninklijke Academie van Beeldende Kunsten in Amsterdam. Tot haar huwelijk was zij huislerares en gaf teken- en schilderles aan de dochters van patriciërsfamilies als Crommelin en Bicker in Den Haag. In 1859 huwde ze met de kapitein Sybrand Stapert en vergezelde hem op een reis naar Nederlands-Indië. Op Java maakte zij veel gedetailleerde, kleurrijke aquarellen van bloemen, vruchten en kleine dieren. Ze werd daardoor benoemd als eerste vrouw tot lid van de Natuurkundige Vereniging in Nederlands-Indië. Datzelfde jaar ging het paar terug naar Nederland en vestigde zich in Groningen, met de drie kinderen uit Staperts vorige huwelijk. Vanaf deze tijd signeerde ze haar werk met "EJS geb. K" (Elisabeth Johanna Stapert, geboren Koning). Na de verhuizing naar Rotterdam in 1874 maakte ze tekeningen in de kassen van Diergaarde Blijdorp. Na haar dood in 1888 werd ze bijgezet in het graf van haar man in Schoonderloo.
Naast de bekendheid van haar Indische botanische werk werden haar bloemschilderijen bekroond met prijzen. Haar Indische werk is te zien in Teylers Museum en het Frans Hals Museum in Haarlem, de Hortus Botanicus en het Tropenmuseum in Amsterdam.